# Relevo oceânico
- Plataforma continental é a porção do fundo dos oceanos que chega, em média, a 200 metros de profundidade, apresentando largura variável. É recoberta por sedimentos de origem continental trazidos pelos rios, ventos, enxurradas e geleiras, o que implica a existência de grandes concentrações de recursos minerais;

- Talude continental (ou vertente continental): corresponde à porção intermediária recoberta por sedimentos finos.
- Planícies abissais são as regiões profundas e mais ou menos planas dos oceanos;
- Fossa oceânicas: são as regiões mais profundas dos oceanos. As fossas oceânicas são depressões abissais que aparecem abaixo das planícies abissais, em zonas de encontro de placas tectónicas.
- Dorsal oceânica: constituída por cordilheiras submersas que se estendem pelo fundo oceânico. Muitas vezes as porções mais elevadas ultrapassam o nível do oceano ocasionando ilhas oceânicas.
- Buraco azul: uma caverna subaquática ou sumidouro natural encontrado nas costas oceânicas, particularmente em ilhas.

Formação de montanhas com a convergência de placas tectônicas.

O fundo dos oceanos era um lugar desconhecido até à bem pouco tempo. Mas é no fundo dos oceanos que as placas oceânicas “crescem”, destroem-se e onde existem as maiores cadeias montanhosas do mundo.
É importante conhecer o relevo oceânico para se poder compreender a dinâmica do planeta, ou seja a formação e a destruição de placas litosféricas e a formação de ilhas. O relevo oceânico como referido acima, está em constante transformação e movimentação. É considerado relevo oceânico a parte da crosta que está submersa pelos oceanos e é denominada de crosta oceânica. O relevo oceânico é uma parte importante para os nossos oceanos e para a sua dinâmica.

## Pontos quentese formação de ilhas
Grande parte das erupções vulcânicas acontece perto dos limites das placas tectónicas, principalmente dos limites divergentes ou seja zona de Rift. Mas existem excepções de ilhas que são na sua totalidade de origem vulcânica e formaram-se e situam-se no meio do oceano, afastado dos limites de placas. Então a pergunta que surge é, como é que estas ilhas e outros vulcões que se formam nos interiores das placas surgem?
Em 1963, o geofísico canadiano J. Tuzo Wilson (autor do conceito falha transformante) apresentou uma teoria, a teoria dos hot spots (pontos quentes).
Esta teoria propõe que o magma tem origem em zonas mais profundas do manto, nas proximidades da fronteira com o núcleo. O material rochoso do manto, sobreaquecido por transferências de calor do núcleo, ascende sob a forma de colunas que são designadas de plumas térmicas. Durante a sua ascensão, a rocha sobreaquecida pode fundir, originando magma. 
Na superfície, o local onde se encontram estas plumas é chamado de hot spots e são locais de grande atividade vulcânica. 
Nestas zonas é sempre normal encontrar um arquipélago de ilhas ou uma cadeia montanhosa de vulcões extintos. Estes devêm-se ao movimento das placas tectónicas; as plumas são fixas e vão libertando lava continuamente formando assim uma ilha, as placas vão movimentando-se e a ilha vai afastando-se do hot spot e a atividade vulcânica nessa ilha acaba. No lugar do hot spot vai-se formar outra ilha e assim sucessivamente formando o arquipélago.
Diferentes formas de relevo oceânico:
O relevo oceânico tem várias formas, e cada uma destas tem diferentes características que iremos falar.
(A ordem de como serão colocadas as formas de relevo oceânico mais comum no Oceano Atlântico, mas esta pode variar dependendo de onde nos encontramos). O relevo oceânico inicia-se com a plataforma continental.
Plataforma Continental – É uma porção de terra que prolonga os continentes sob os oceanos. Tem uma profundidade que não ultrapassa os 200m, o seu declive é entre 3 a 6 graus e a sua largura é variável, variando entre os 10 km e os 65 km mas há excepções onde pode chegar aos 650 km. É coberto por sedimentos que provêm dos rios e dos glaciares. De uma maneira geral as plataformas do Oceano Atlântico são mais largas que as plataformas do Oceano Pacífico.
Talude Continental – É o local onde há a transição entre continentes e oceanos. São zonas onde o declive é bastante acentuado e podia ir até zonas mais profundas dos oceanos e ultrapassar os 4000m. Nos taludes podem ocorrer depressões profundas, em forma de desfiladeiros ou vales que desaguam no fundo dos oceanos. São estas estruturas que permitem o transporte violento, dos sedimentos que não são consolidados.
Planícies Abissais – Estas planícies surgem a seguir aos taludes e terminam nas dorsais médio-oceânicas (Rift). Encontram-se entre os 4000m e os 6000m de profundidade, dependendo do talude. São regiões planas e estendem-se entre 200km a 2000km, mas por vezes podem ser rompidas por montes ou montanhas submarinas. Nas planícies ocorre a deposição de grande quantidade de sedimentos finos e matéria orgânica de origem marinha. No oceano Pacífico estas planícies são raras e estão localizadas essencialmente na parte oriental do Pacífico Norte.
Dorsal médio-oceânica ou cristas médio-oceânicas – Desenvolvem-se ao longo de 65 000 km de comprimento e 1000 km de largura em média. Nas dorsais podemos distinguir diversas zonas como um vale de Rift profundo com 25 km a 50 km de largura; cumes muito acidentados que são paralelos ao Rift com declives suaves para as zonas que estão perto da planície abissal mas perto do Rift são declives mais acentuados; e fraturas muito longas, designadas falhas geológicas transformantes que recortam perpendicularmente todas as estruturas existentes na dorsal crista médio-oceânica. As dorsais médio-oceânicas são zonas de limites de placas divergentes pois nesta zona há libertação de magma e formação de nova crosta oceânica. Sendo assim existe um afastamento das placas.
Fossas Oceânicas – As fossas oceânicas encontram-se a profundidades que variam entre os 2000m e os 4000m, mas pode haver excepções, abaixo do restante leito oceânico. Os declives destas regiões são acentuados, com cerca de 45graus. Localizam-se perto da base do talude continental, nas proximidades de cadeias montanhosas que ocorrem nas margens continentais ou perto de uma planície abissal. A fossa dos Andes situa-se perto de uma cadeia montanhosa, a fossa das Marianas situa-se perto de uma planície abissal. As fossas oceânicas são zonas se subducção, ou seja, nestas zonas há destruição de crosta oceânica e são limites convergentes. Nesta zona a placa mais densa “mergulha” 
debaixo da outra fundindo-se com o magma. Das 20 maiores fossas oceânicas do planeta, 17 encontram-se no Oceano Pacífico.